# Pudens
Aquila Pudens Pudentius war ein römischer Senator und lebte im 1. Jahrhundert.
Sein lateinischer Name bedeutet Der Sittsame. Mit seiner Frau Priscilla hatte er fünf Kinder. Es ist möglich, dass er der Pudens war, mit dem Dichter Martial befreundet war. Er hatte ausgedehnte Besitzungen am Esquilin in Rom. Zusammen mit seiner Frau, seinen beiden Töchtern Pudentiana und Praxedis und seinen beiden Söhnen Timotheus und Novatus soll er Petrus in seinem Haus in Rom Gastfreundschaft gewährt und Arbeit gegeben haben. Dieser Besuch soll die Familie dazu bewogen haben, den alten Göttern abzuschwören. Infolgedessen soll er in seinem Haus christliche Feiern und Zeremonien veranstaltet haben. Das Haus soll Fremden und Armen offengestanden haben und den Armen gegenüber freigiebig gewesen sein. Petrus soll in seinem Haus Bischöfe gesalbt und in die Welt ausgeschickt haben. Später sollen sogar Petrus und Paulus im Haus gelebt haben. Unter Claudius wurde die Familie aus Rom nach Korinth vertrieben. Ob Pudens zurückkehrte, ist unklar. Anders als bezüglich seiner Töchter gilt Pudens’ tatsächliche Existenz als historisch gesichert. Er starb offenbar als Märtyrer im Jahr 96, seine Frau ein Jahr später.
Möglicherweise war Pudens Jude und wurde in Pontos geboren. Es ist sehr problematisch, bei der Person des Pudens Wahrheit und Legende zu trennen. Sicher ist zwar seine Existenz, doch sind viele Punkte, die als gesichert galten, mittlerweile unsicher.
Sein Gedenktag ist bei den katholischen Christen der 19. Mai, bei den orthodoxen der 4. Januar.
Aquila Pudens' dritter Sohn Rufus Pudens Pudentianna schlug eine militärische Laufbahn ein und stand als zweiter ranghöchster Offizier in Britannien. Verheiratet war er mit einer Gladys (die sich später Claudia nannte), angeblich einer Adeligen aus Britannien. Sie soll eine Tochter von Caradoc, des Königs von Silurien gewesen sein. Durch ebendiese Claudia wäre Rufus Pudens, der als einer der ersten Christen in Britannien gilt, mit deren Brüdern verschwägert gewesen, bei denen es sich um den heiligen Cyllin von Silurien und den heiligen Linus, den unmittelbaren Nachfolger des Petrus als Bischof von Rom, handeln soll. Allerdings ist die Existenz dieser Personen umstritten bzw. ungeklärt, was umso mehr für ihre Verwandtschaftsbeziehungen gilt. Die in der Christenheit verbreiteten Ansichten darüber sind in weiten Teilen legendärer Überlieferung geschuldet.